# Marc Rochester Sørensen
Marc Rochester Sørensen (* 13. Dezember 1992) ist ein dänisch-englischer Fußballspieler.

## Geburt
Marc Rochester Sørensen kam 1992 zur Welt; seine Mutter ist Dänin, sein Vater ein Engländer mit jamaikanischen Wurzeln.

## Karriere

### Verein
Marc Rochester Sørensen begann mit dem Fußball in der Jugend von Køge BK; deren erste Mannschaft fusionierte sich 2009 mit der ersten Mannschaft von Herfølge BK zu HB Køge. In der Saison 2010/11 spielte Sørensen auch in der ersten Mannschaft, dass damals in der zweiten dänischen Liga, der Viasat Sport Division, spielte.
Seinen Einstand gab er am 4. September 2010; beim 1:1-Unentschieden am dritten Spieltag, gegen Brønshøj BK, wurde Sørensen in der 83. Minute für Nicolaj Madsen eingewechselt.
In der Folgezeit pendelte Sørensen zwischen der Jugend und der ersten Mannschaft. Es dauerte bis zum 16. Oktober, dem 11. Spieltag, ehe Sørensen dann gegen den FC Fredericia zu einem erneuten Kurzeinsatz kam. In seinem vierten und letzten Saisoneinsatz, am 29. Mai 2011, schoss Sørensen sein erstes Tor im Seniorenbereich; beim 4:2-Sieg am 28. Spieltag, gegen Aarhus GF, wo er auch über 90 Minuten spielte, markierte Sørensen den Treffer zum 3:2. Zum Saisonende gelang der Aufstieg in die Superliga, der ersten dänischen Liga. Seit der Saison 2011/12 ist Sørensen auch offizieller Bestandteil der Profimannschaft von HB Køge. Am 17. Juli 2011 gab Sørensen sein Debüt in der Superliga; bei der 0:3-Niederlage, gegen AC Horsens, wurde Sørensen aus taktischen Gründen nach 63 Minuten für Simon Christoffersen eingewechselt.

### Nationalmannschaft
Sørensen gab am 25. Juli 2011 sein Debüt für die dänische U-20-Auswahl; beim 1:1-Unentschieden, gegen Nordirland, wurde Sørensen in der 86. Minute für Mads Hvilsom eingewechselt.
Sofern ihm ein Länderspiel für die A-Nationalmannschaft Dänemarks verwehrt bleibt, dürfte er auch für die Nationalmannschaften Englands und Jamaikas spielen.

## Persönliches
Marc Rochester Sørensen besitzt sowohl die dänische als auch die britische Staatsbürgerschaft. Nach der Insolvenz des FC Vestsjælland spielt er seit 2016 zusammen mit seinem jüngeren Bruder Lee Rochester Sørensen bei HB Køge.